# 시마다 유즈루
시마다 유즈루(일본어: 島田 譲, 1990년 11월 28일 ~ )는 일본의 축구 선수이다.

## 구단 경력
그는 2013년부터 2024년까지 J리그의 파지아노 오카야마, V-파렌 나가사키, 알비렉스 니가타에서 활동하였다.